# أوتوجراف
المخطوط بخط المؤلف أو المخطوط بيد مؤلفه أو النسخة الأولية أو المخطوط الأصلي أو المخطوطة الأصلية أو الأوتوغراف (من (باليونانية: αὐτός)‏: حيث autós، تعني «النفس» وγράφω، أو gráphō، تعني «الكتابة») هو مستند مكتوب بأكمله بخط يد كاتبه، في مقابل مستند مطبوع أو مستند كُتب بواسطة معيد أو ناسخ، وعادة ما يختلط معناه بمعنى كلمة هولوجراف.
وتشير كلمة أوتوجراف أيضًا إلى التوقيع الزخرفي لأحد الأشخاص. ويستخدم هذا المصطلح بصفة خاصة للتعبير عن ممارسة جمع التوقيعات الشخصية من المشاهير. وتعرف هواية جمع التوقيعات الشخصية باسم الفيلوجرافيا (أو حب الكتابة).

## الأشكال

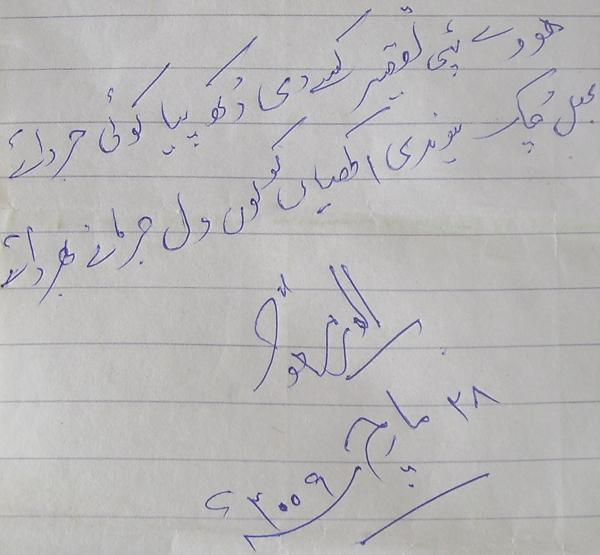
توقيع بالأردي لأنور مسعود

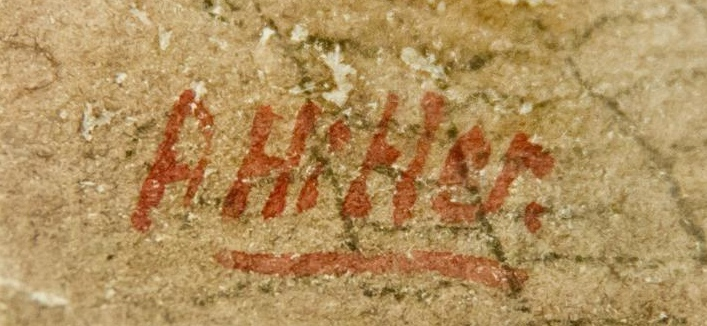
التوقيع الفني للدكتاتور الالماني «ادولف هتلر» عندما كان يعمل كرسام.

يختلف أسلوب كتابة الفرد طوال حياته، فستجد أن توقيع الرئيس جورج واشنطن (في عام 1795) مختلف عما كان عليه عندما كان يبلغ من العمر 18 عامًا ويعمل ماسحًا للأراضي. وبعدما فقد أدميرال نيلسون، الأدميرال البريطاني، يده اليمنى في معركة تينيريفه البحرية عام 1797 تحول إلى استخدام يده اليسرى. ولكن، تختلف درجة التغير بصورة كبيرة. ففي حين تغيرت توقيعات واشنطن ولينكولن بدرجة طفيفة خلال حياتهم البالغة، كان توقيع جون إف كينيدي مختلفًا في كل مرة وقع بها.
تؤثر عوامل أخرى أيضًا على توقيع الفرد، ومنها مستوى التعليم والحالة الصحية وغيرها. فلقد كان لدى مغني البلوز جون لي هوكر مستوى محدود من التعليم وانعكس ذلك على خط يده. وكان كل من الملحن تشارلز أيفز والملاكم محمد علي يعانيان من مرض باركنسون، وتظهر آثار هذه الحالة الصحية على خط يديهما أيضًا. لم يكن لدى الزعيم جيرانيمو من الأمريكيين الأصليين أي فكرة عن مفهوم الأبجدية، فلقد كان «يرسم» اسمه كما لو أنه رسم صوري.
يوجد لدى العديد من الأفراد أساليب توقيع أكثر فنًا من خطهم المعتاد في الكتابة، حيث يتضمن الحروف الصاعدة والحروف الهابطة والذيول المزخرفة الغريبة التفصيلية، بالقدر نفسه الذي قد يجدها المرء في أسلوب الكتابة المستخدم في فن الخط.
على سبيل المثال: الحرف الأخير "k" في التوقيع الشهير لـ جون هانكوك على وثيقة إعلان الاستقلال الأمريكي يلتف للخلف ليرسم خطًا تحت اسمه. ويطلق على هذا النوع من الذيول المزخرفة باريف (Paraph). وحيث أن توقيع جون هانكوك على وثيقة إعلان الاستقلال الأمريكي فريد ومشهور للغاية فلقد أصبحت عبارة «جون هانكوك» مرادفة لكلمة «توقيع» في الإنجليزية الأمريكية، وقطعة فنية بارزة في الأيقنة (أي دراسة الصور والرموز) الأمريكية.

## فئات المشاهير

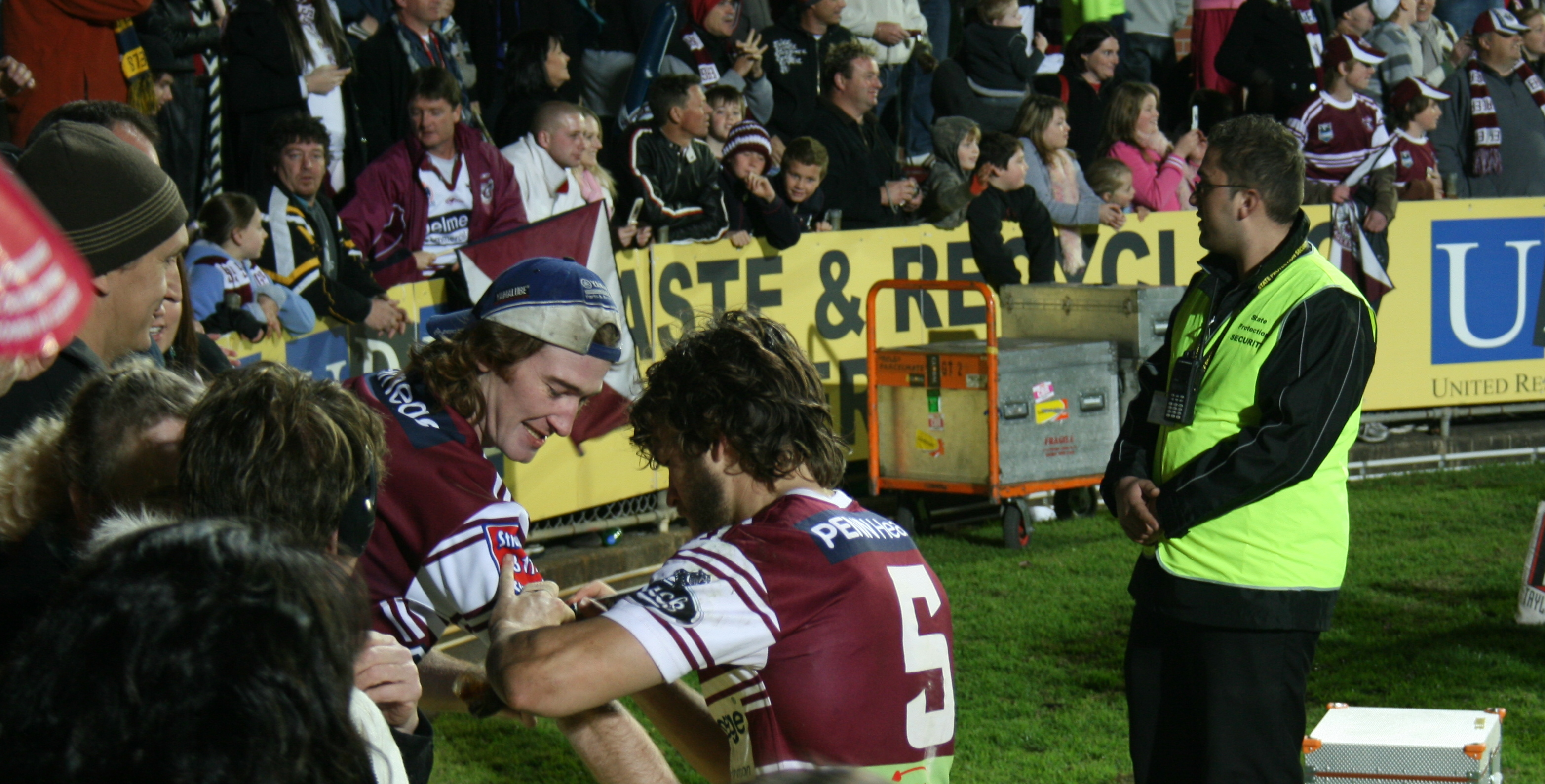
لاعب من فريق مانلي سي إيجلز في الدوري المحلي لكرة الرجبي (NRL) يوقع على ذراع أحد المشجعين

من ضمن أشهر الفئات التي يتهافت الأفراد على توقيعاتهم هم: رؤساء الدول والشخصيات العسكرية والرياضيون والشخصيات الثقافية الشهيرة والفنانون والقادة الاجتماعيون والدينيون والعلماء ورائدو الفضاء والمؤلفون.
قد يختص بعض جامعي التوقيعات في مجالات محددة (مثل الحائزين على جائزة نوبل) أو موضوعات عامة (القادة العسكريون الذين شاركوا في الحرب العالمية الأولى) أو مستندات معينة (على سبيل المثال الموقعون على ميثاق الأمم المتحدة أو الدستور الأمريكي أو وثيقة إعلان الاستقلال الإسرائيلي أو ميثاق الاتحاد الأوروبي المشترك أو على وثائق الاستسلام اليابانية أو الألمانية في الحرب العالمية الثانية).
وعادةً ما يمكن بيع التذكارات الرياضية الموقعة من الفريق بأكمله بمئات أو حتى آلاف الدولارات.

## الاتجار
مازال بعض المشاهير يتمتعون بتوقيع الأوتوجرافات دون مقابل للمعجبين والمشجعين كهواية مشوقة.
وفي الواقع، العديد من الأشخاص الذين ينتظرون خارج العروض الأولى وغيرها ويطلبون التوقيعات هم متاجرون محترفون بالتوقيعات والذين يبيعونها بعد ذلك لتحقيق الربح، وليسوا معجبين مهتمين بالفنان نفسه أو بالاحتفاظ بالتوقيع. ويعد ذلك من أحد الأسباب وراء رفض بعض المشاهير توزيع توقيعاتهم إلا إذا دُفع لهم مقابل التوقيع. فلقد تمكن جو ديماجيو من جمع المزيد من المال من الرسوم مقابل التوقيع عما حصل عليه من مهنته كلاعب، ولكنه أيضًا كان يوقع أوتوجرافات لأشخاص. ولا يقوم بيل راسل بالتوقيع علنًا على الإطلاق، وقلما يقوم بذلك في الجلسات الخاصة. ويشاع أن مايكل جوردن لم يقم بالتوقيع طوال معظم حياته المهنية لأسباب أمنية تتعلق بالمحاولات المحمومة للحصول على توقيعه والذي يساوي مئات الدولارات. وعادةً ما يوقع جوردن في فعاليات أكثر هدوءًا مثل بطولات الجولف. ولقد تم الدفع لللاعب بيت روز مقابل توقيع 30 كرة بيسبول بجملة «إنني آسف لمراهنتي على البيسبول». وكان الممثل/الكوميدي ستيف مارتن يحمل معه بطاقات أعمال ويقوم بتوزيعها على المعجبين الذين يطلبون توقيعه، وكان مكتوبًا على تلك البطاقات «هذا يؤكد أنك قابلتني شخصيًا وأنك وجدتني ودودًا ولطيفًا وذكيًا ومرحًا».
ومع إدراك العديد من المتاجرين في التوقيعات الشخصية للربح المحتمل من بيع توقيعات رموز ثقافة البوب فإنهم ينتظرون المشاهير لساعات حتى يخرجوا من أحد الأماكن ويقوموا بإعطائهم مجموعة من الصور لتوقيعها ثم يبيعون معظم تلك الصور. فتجربة مايكل جاكسون كانت معتادة؛ حيث كان يقوم بتوقيع مجموعة صغيرة فقط من الأوتوجرافات وهو يتحرك مسرعًا من الفندق إلى السيارة. ويلاحظ بعض جامعي التوقيعات أيًا من المشاهير على استعداد للتوقيع ومن منهم لا يقبل على ذلك. وقد يقوم بعض المتاجرين بالتوقيعات بالعثور على عنوان منزل أحد المشاهير ومراسلته مرارًا لطلب التوقيعات. وسرعان ما يمل المشاهير من هذه العملية وتقل استجاباتهم. وبسبب الأعداد الكبيرة من التوقيعات التي قد يوقعها المشاهير على مر الوقت، فبعضهم يتحقق من الطلبات بمقارنتها مع سجل بطلبات التوقيعات السابقة. فالملاكم جورج فورمان على سبيل المثال، يقوم بتسجيل أسماء وعناوين جميع الأشخاص الذين يطلبون توقيعه للحد من مثل هذه الانتهاكات والتجاوزات. وطلب النحات الكندي كريستيان كارديل كوربت من مساعده الشخصي التحقق وبحث جميع طلبات التوقيعات وأيضًا تسجيل تلك التوقيعات التي تم إرسالها.

## التوقيعات البديلة (توقيعات السكرتارية)
أحيانًا ما يصرح المشاهير للسكرتير الخاص بهم أن يقوم بتوقيع مراسلاتهم. ففي الشهور الأولى من الحرب العالمية الثانية كان جورج سي مارشل، رئيس أركان الجيش الأمريكي يشعر بالالتزام بتوقيع كل خطاب تعزية تم إرساله إلى عائلات الجنود القتلى. ولكن مع ارتفاع معدل الوفيات أصبح مضطرًا إلى تعيين مساعد «لتزوير» توقيعه على الخطابات. وكان من الصعب التفريق بين التوقيعات البديلة وتلك الأصلية. نادرًا ما قام الجنرال دوغلاس ماكارثر بتوقيع خطابات التعزية في الحرب العالمية الثانية بنفسه، وكان يتم التوقيع على جميع خطاباته للعائلات بواسطة أحد مساعديه والذي حاول جاهدًا تقليد توقيعه ولكن هذا «التزوير» كان ملحوظًا بحرف "l" مرتفع للغاية وحرف "D" صغير. في المراحل الأولى من الحرب الكورية كان ماكارثر يقوم بتوقيع خطابات التعزية بنفسه. ولكن مع زيادة عدد القتلى بدأ الجنرال في استخدام خطابات ذات توقيعات مطبوعة مسبقًا.
وعادةً ما كان جنرال إيزنهاور في الانتخابات الرئاسية لعام 1952 يطلب من فريق السكرتارية لديه بتقليد اسمه على خطابات الحملة الانتخابية وعلى الصور الموقعة التي تحمل نصًا من المفترض أن يكون «كُتب شخصيًا».
وتسمى توقيعات اللاعبين على كرات البيسبول وكرة القدم الموقعة فعليًا بواسطة المدربين وحاملي الكرات بتوقيعات النادي.

## التوقيع الشخصي الآلي

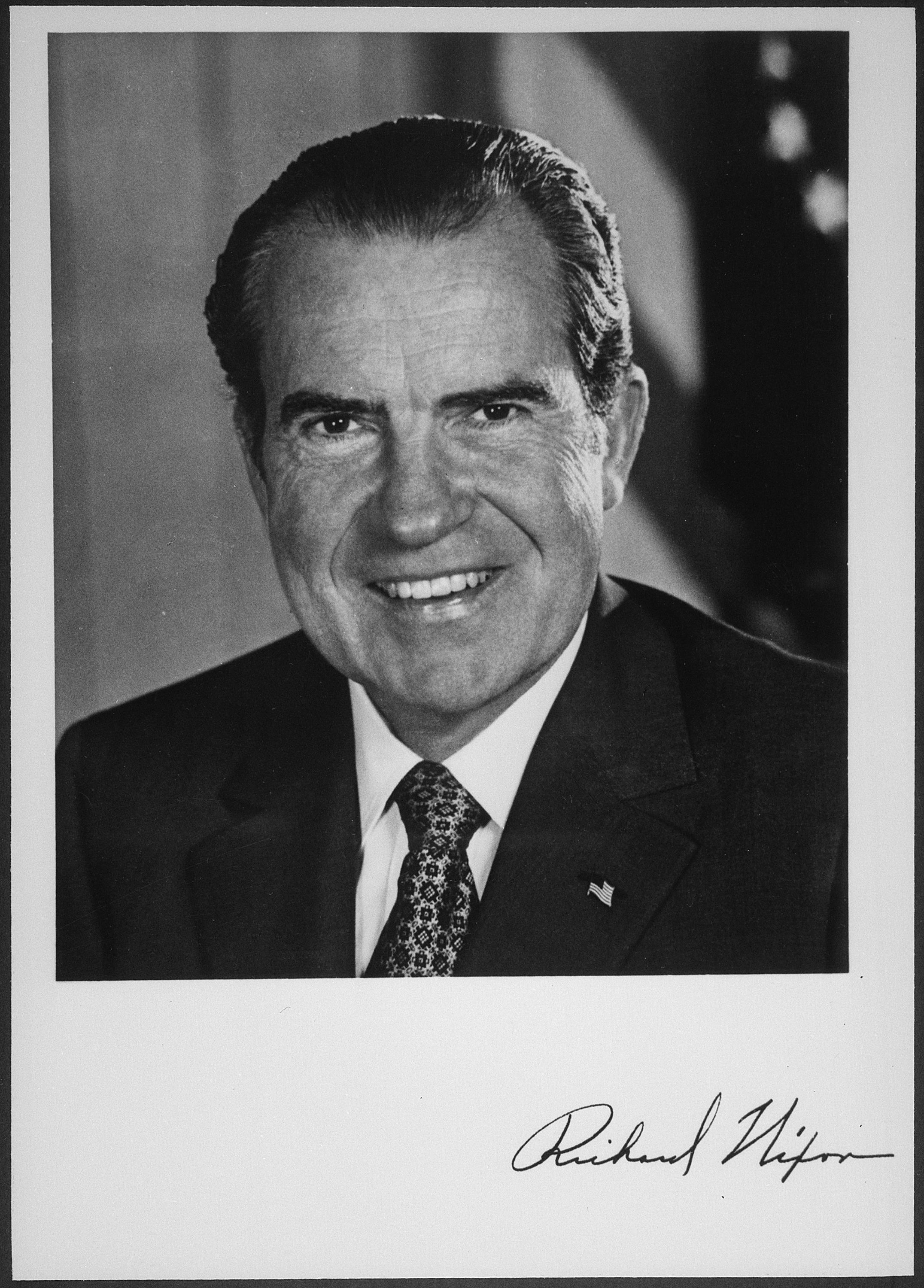
صورة الرئيس الأمريكي ريتشارد نيكسون موقعة باستخدام جهاز توقيع آلي

منذ أوائل الخمسينيات من القرن العشرين كان لدى جميع الرؤساء الأمريكيين جهاز توقيع آلي أو جهاز للتوقيع الأوتوماتيكي بوصفه جهازًا للتوقيعات الشخصية وذلك لتوقيع خطاباتهم وصورهم وكتبهم والوثائق الرسمية وحتى التذكارات مثل كرات البيسبول وكرات الجولف. ولقد استمر بعض الرؤساء السابقين في استخدام جهاز التوقيع الآلي حتى بعد تركهم للرئاسة. ويمكن حتى «لموقع الإشارات» كتابة رسالة بالحبر ذات مظهر أصلي تمت كتابتها على الجهاز. ومن الكتب التي تصف وصفًا تفصيليًا استخدام هذا الجهاز بواسطة الرئيس جون إف كينيدي (1961–1963) كتاب الآلة التي ساعدت في صناعة رئيس (The Robot That Helped to Make a President).
ومنذ الستينيات انتشر استخدام جهاز التوقيع الآلي ليشمل أعضاء مجلس الوزراء ومجلس الشيوخ وحكام الولايات في الولايات المتحدة الأمريكية، والكثير من الشخصيات العامة الأخرى الذين لديهم كم كبير من المراسلات مع عامة الجمهور.
ولقد أقر رائد الفضاء ألان شيبارد أن ناسا استخدمت جهاز التوقيع الآلي لتوقيع الكم الهائل من مراسلات رواد الفضاء. ولقد قامت العديد من الشركات الضخمة أيضًا باستخدام هذه الأجهزة لتوقيع خطابات الأعمال. وقد يعتقد المرء بأن توقيعات جهاز التوقيع الآلي دائمًا ما تتطابق مع بعضها البعض. ولكن، حتى توقيعات جهاز التوقيع الآلي تتغير في نهاية الأمر؛ حيث تبدأ أسطوانة التوقيع في التهالك وبالتالي تؤدي إلى تغير التوقيع. وكنتيجة لوجود هذه النسخ المقلدة المتخصصة فيجب على المرء الحرص عند شراء توقيعات الرؤساء أو رواد الفضاء من بائعين غير معروفين.
في ديسمبر 2004، تمت إثارة الجدل عندما تم الكشف عن أن دونالد رامسفيلد وزير دفاع الولايات المتحدة الأمريكية كان يستخدم جهاز توقيع آليًا للتوقيع على خطابات التعزية لعائلات جنود الجيش الأمريكي الذين قتلوا أثناء تأدية واجبهم وهم يخدمون في عمليات تحرير العراق والحرية الدائمة. وأعلن رامسفيلد بعد ذلك بفترة قصيرة أنه سيبدأ في توقيع مثل هذه الخطابات شخصيًا.
وفي يناير 2013، تم القول بأن قانون الإعفاء الضريبي لدافعي الضرائب الأمريكيين لعام 2012 (American Taxpayer Relief Act of 2012)، والمعروف أيضًا باسم مشروع قانون الهاوية المالية قد تم اعتماده بتوقيع رئيس الولايات المتحدة الأمريكية باراك أوباما عبر جهاز التوقيع الآلي في واشنطن العاصمة أثناء قضاء عطلته في هاواي.

## التوقيعات المزورة
تعد هواية جمع التوقيعات الشخصية مثيرة للغاية بالنسبة لجامعي التوقيعات والذين يتمتعون بتجميع سلسلة من المستندات التاريخية أو الخطابات أو الأشياء التي تم التوقيع عليها بواسطة شخص بارز كوسيلة للاحتفاظ بجزء من التاريخ. ومع ذلك، يجب على جامعي التوقيعات أن يدركوا أن مثل هذه الهواية تتعرض للكثير من المستندات والصور والتذكارات الرياضية التي وقعها مزورون يسعون إلى الربح عن طريق بيع أشياء مزورة للمشترين غير الواعين. وأحيانًا ما يكون التوقيع هو وحده المزور وفي بعض الأحيان الأخرى يكون المستند بأكمله غير أصلي. وتكثر التوقيعات الشخصية المزورة لجميع الشخصيات المشهورة تقريبًا. ويعد التفريق بين التوقيعات الشخصية الأصلية والمزورة شبه مستحيل بالنسبة لجامع التوقيعات الهاوي ويجب استشارة محترف.
ومن الطرق الشائعة على موقع إيباي طريقة يطلق عليها الكثير من البائعين «الطباعة المسبقة». ويكون العنصر مجرد صورة عن الصورة الأصلية الموقعة وعادةً ما تكون مطبوعة على ورق الصور المنزلية اللامع. وحيث أنه دائمًا ما يتم الكشف عن هذا للمشتري فلا يعتبر البعض هذا تزويرًا فعليًا.
ويبذل المزورون قصارى جهدهم لجعل العناصر المزورة الخاصة بهم تبدو أصلية. فهم يستخدمون الصفحات الفارغة الموجودة في نهايات الكتب القديمة والذين يكتبون عليها توقيعاتهم المزورة في محاولة لمطابقة نوع الورق المستخدم في الحقبة التي عاشت بها الشخصية البارزة. وهم يبحثون أيضًا في تركيبات الحبر المستخدم في الحقبة الذين يرغبون في تقليدها. ومن الكتب التي تتعرض لإنتاج مجموعة من المخطوطات المزورة المثيرة للإعجاب والتي تتعلق بطائفة المورمون بعنوان حشد القديسين (A Gathering of Saints) للكاتب الصحفي روبرت ليندسي.
يجب على المرء معرفة الحقب الزمنية التي شهدت قيام الرؤساء الأمريكيون بالتوقيع على المستندات بأنفسهم. فلقد كان الرؤساء الأمريكيون يوقعون على منح الأراضي حتى شعر الرئيس أندرو جاكسون (حوالي 1836) بالملل من هذه المهمة التي تستغرق وقتًا طويلاً. ومنذ ذلك الحين قام سكرتير الرئيس بتقليد توقيعه على هذه المستندات (الأمر الذي يعرف باسم التوقيعات «بالوكالة»). يطلب الكثير من نجوم الأفلام من السكرتير الخاص بهم توقيع خطاباتهم وصورهم نيابة عنهم. فعندما كان الرئيس رونالد ريغان ممثلاُ في الأربعينيات من القرن العشرين كان يجعل والدته تقوم بتوقيع غالبية بريد المعجبين الخاص به.
في أثناء الحرب الأهلية الأمريكية (1861–1865) كان رئيس الولايات الكونفيدرالية الأمريكية هو جيفيرسون ديفيس. وبسبب مراسلاته الغزيرة غالبًا ما كانت زوجته توقع باسمه على خطاباته التي تم إملاؤها. وحيث أنها كانت تقلد توقيعه بشكل جيد جدًا، فغالبًا ما كانت تضع نقطة في نهاية التوقيع حتى يتمكن من التفريق بين توقيعاتها وتوقيعاته.
ولقد تم تزوير توقيعات جميع جنرالات الاتحاد والكونفيدرالية في الحرب الأهلية الأمريكية. خاصةً في الثمانينيات من القرن التاسع عشر، وهي فترة تضمنت هواية جمع الجنود القدامى للتوقيعات خلال الحرب الأهلية. وكانت غالبية أعمال التزوير هي لتوقيعات على قطع صغيرة من الورق، بل وتم تزوير خطابات كاملة أيضًا. وينبغي على جامعي التوقيعات توخي الحذر من التوقيعات المقصوصة. حيث يتم لصق التوقيع المزيف على بورتريه محفور على الصلب للشخصية البارزة. وقد تتم إعادة طبع التوقيع منقوشًا على الصلب للشخصية الموجودة في البورتريه؛ ويعرف هذا بوصفه صورة طبق الأصل من التوقيع وقد يبدو أصليًا للمشتري غير الواعي.

### الأدوات المضللة
لقد استخدمت بعض الشخصيات على مر التاريخ ختمًا يدويًا من المطاط أو الصلب «لتوقيع» مستنداتهم. فلقد قام الرئيس الأمريكي أندرو جونسون (حوالي 1866) بذلك أثناء شغله لمنصب عضو مجلس الشيوخ قبل توليه للرئاسة حيث أن يده اليمنى كانت تعرضت للإصابة في حادث قطار. ويرجع اختلاف توقيعه كرئيس عن توقيعاته السابقة إلى هذا السبب. وكان الرئيس وارن هاردينغ غالبًا ما يستخدم الختم المطاطي أثناء شغله لمنصب عضو مجلس الشيوخ. واستخدمه أيضًا الرئيسان ثيودور روزفلت وفرانكلين ديلانو روزفلت والرئيس وودرو ويلسون (حوالي 1916) أيضًا. كما استخدم ملك إنجلترا هنري الثامن ومؤسس مستعمرة بنسلفانيا ويليام بن ختمًا يدويًا مضللاً.
كان لدى جوزيف ستالين عدة أختام توقيع مطاطية والتي كانت تستخدم على جوائز وبطاقات الحزب الشيوعي. وقد استخدم نيكيتا خروتشوف ولافرينتي بيريا رئيس الاستخبارات السوفييتية أختامًا مشابهة.
لقد تم تقديم أعمال مزورة للعديد من حكام أوروبا السابقين. كان لدى النبلاء الفرنسيين أمناء سر يقومون بتوقيع مستنداتهم. توجد العديد من أوامر الحرب المزورة التي تخص نابليون (حوال عام 1800)؛ فهو كان مشغولاً للغاية بشؤون المعركة حتى أنه كان لديه بالكاد ما يكفي من الوقت لكي يوقع على أوامر ترقية الجنرالات، ولذلك كان الكتبة يقومون بوضع اسمه على المستندات الأقل أهمية.
يمتلك الكثير من مشاهير العلماء ورواد الفضاء ومستكشفي القطب الشمالي والموسيقيين والشعراء ومؤلفي الأعمال الأدبية أشياء مزورة لرسائلهم وتوقيعاتهم. ولقد تم توقيع التوقيعات المزورة للطيار تشارلز لندبرغ بشكل سري على مظاريف البريد الجوي الحقيقية الخاصة بحقبة الثلاثينيات التي تم شراؤها من محلات الطوابع ومن ثم تم بيعها ثانية للمشترين غير المحنكين؛ وقد حدث الشيء نفسه بالنسبة لتوقيع أميليا أيرهارت والأخوين رايت. كان لدى والت ديزني (1955)، مبتكر شخصية «ميكي ماوس»، العديد من رسامي الكاركاتير الذين يقومون بتكرار توقيعه الزخرفي عند الرد على الأطفال الذين يرغبون في الحصول على توقيعه.
تم توقيع عملة تكساس الورقية بالحبر من قبل سام هيوستن، ولكن ليس بخط يده.
لقد اكتشفت مجلة سميثسونيان (Smithsonian) في أكتوبر عام 1986 العمل الفني «ذوبان الساعات» للرسام الإسباني سلفادور دالي. وقد استشهدت المجلة بإحدى مساعداته من فريق السكرتارية حيث ادعت أنها وقعت على بطاقة بريدية تصويرية لإحدى لوحاته بالتوقيع الزخرفي للفنان. وأشار مقال آخر لمجلة سميثسونيان في أبريل من عام 2005: «في عام 1965 بدأ في بيع ألواح موقعة بدلاً من المطبوعات الحجرية الفارغة في مقابل 10 دولارات للوح. وقد يكون قد وقع أكثر من 50000 لوح حجري في ربع القرن الأخير من حياته، وهو الأمر الذي نتج عنه سيل من المطبوعات الحجرية المزورة لدالي».
قام بعض المضللين بقطع صفحات من الكتب التي وقع الرئيس الأمريكي ريتشارد نيكسون (حوالي 1970) على الصفحات الأولى الفارغة منها، وكتبوا خطاب الاستقالة من الرئاسة على هذه الصفحة الموقعة ثم قاموا ببيع المستند المزيف كما لو كان نيكسون قد وقع على نسخة نادرة من المستند التاريخي. فلقد قام المجرم بتغيير قيمة كتاب موقع منخفض السعر نسبيًا إلى عنصر أكثر ربحًا بسهولة بالغة؛ حيث حول التوقيع وحده إلى مخطوطة موقعة. ولقد انتشرت هذه الممارسة لتتضمن مقولات من جورج دبليو بوش وهيلاري كلينتون وجون إف كينيدي وفرانكلين دي روزفلت. وعلى الرغم من تسويقها الآن بوصفها نسخًا «تذكارية» موقعة إلا أنها بطبيعتها أعمال مزورة.

### مشكلات أخرى تتعلق بالأصالة
لقد قام المزورون بشراء الوثائق الحقيقية الخاصة بحقبة حرب الاستقلال الأمريكية وكتابة اسم شخصية وطنية شهيرة بشكل سري بين التوقيعات الحقيقية الأخرى في المخطوط الأصلي على أمل خداع المشترين غير المرتابين. وربما يستخدم آخرون الشاي أو التبغ لتلوين خطاباتهم الحديثة باللون البني أو إضفاء بعض القدم عليها.
وتشير التقديرات إلى أن أكثر من 80 بالمائة من الأشياء الموقعة لأشهر اللاعبين الرياضيين الأمريكيين التي تباع عبر الإنترنت تكون مزورة. على سبيل المثال، تم تزوير توقيع أسطورة كرة القاعدة (البيسبول) بيب روث، على كرات بيسبول قديمة، ثم تم فركها بالتراب لكي تبدو وكأنها منذ الثلاثينيات.

### الاستيقان
مع النمو الهائل مؤخرًا فيما يتعلق ببائعي التوقيعات الشخصية عبر موقع إيباي، وظهور عدد كبير من صالات العرض الجديدة وتجار البيع بالتجزئة الذين يعرضون توقيعات شخصية باهظة الثمن، فإن جامعي التوقيعات الشخصية العرضيين ومن يقومون بالشراء لمرة واحدة يطلبون في كثير من الحالات «شهادة مصادقة» من البائع عند إتمام عملية البيع. وكما هو الحال مع أي شهادة ضمان، فإن هذه الشهادات تعد معتمدة فقط بوصفها صادرة من البائعين أنفسهم، وفي حالة ما إذا كان البائع محتالاً، فإن الشهادة تكون كذلك أيضًا، وإمكانية أن المادة الموقع عليها تعد غير ذات قيمة. ينبغي أن تشتمل «شهادات المصادقة» أو أي مستندات مماثلة صادرة من قبل البائع على معلومات اتصال تفصيلية كاملة وأي تفاصيل عن العضوية في رابطة، كما يتعين التحقق من تلك البيانات على موقع الرابطة.

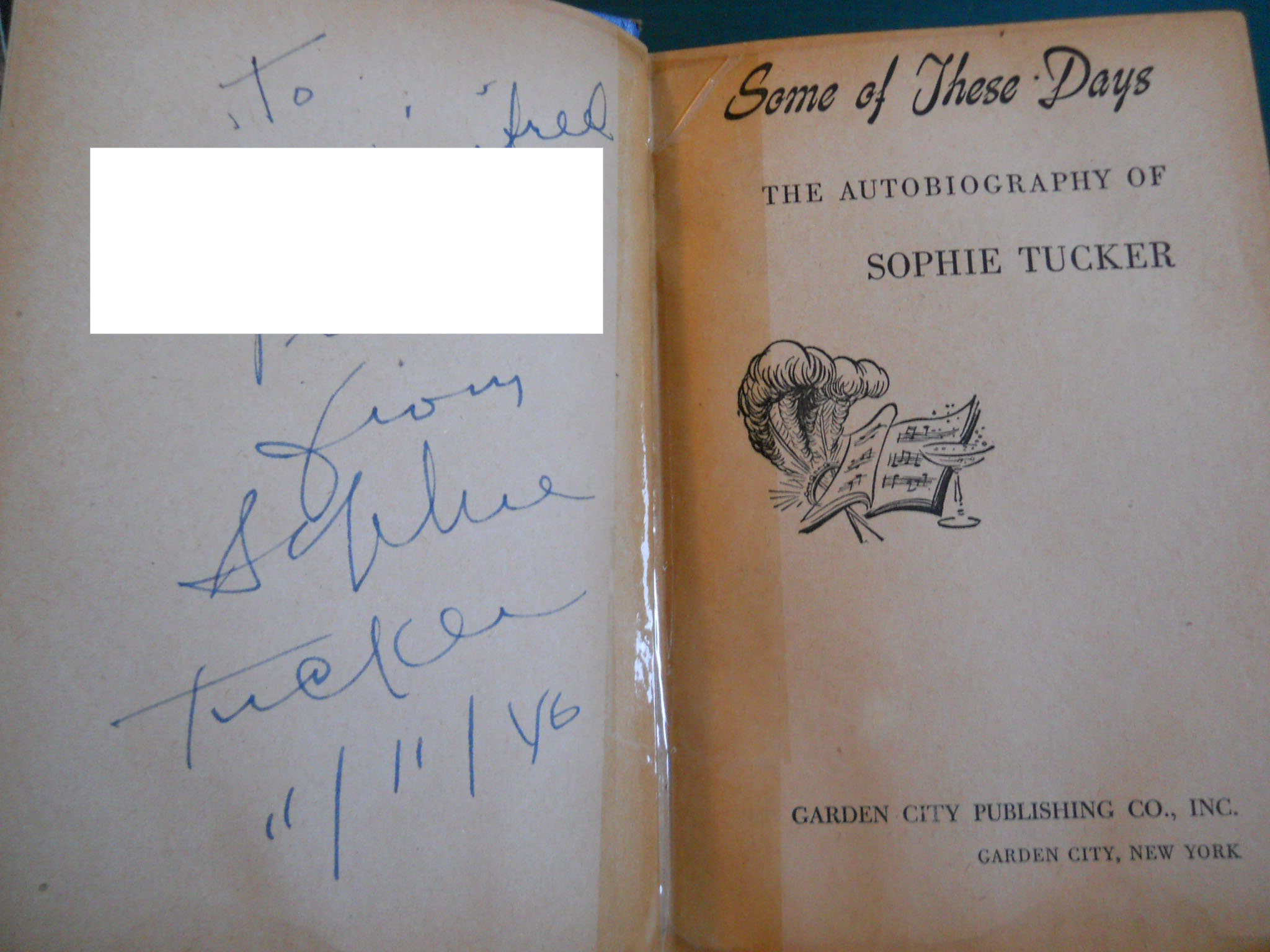
توقيع فنانة المسلاة (المسرح الهزلي) الأسطورية صوفي تاكر على نسخة من السيرة الذاتية الخاصة بها في عام 1945

في كثير من الحالات، يستخدم البائعون مُصادقًا مهنيًا محترفًا لكي يحدد أصالة المادة التي يرغبون في طرحها بالأسواق. تنقسم صناعة التوقيعات الشخصية حاليًا بشكل مثير للجدل بين نوعين من المُصادقين المهنيين المحترفين: أولئك الذين يعتمدون على خبراتهم المهنية وقد اعتادوا بشكل شخصي على جمع مجموعة كبيرة من التوقيعات الشخصية و / أو بيعها على مدى فترة زمنية طويلة تصل إلى عدة سنوات، و«المحققون في الطب الشرعي» الذين يعتمدون على المؤهلات الأكاديمية. وقد أدت النزاعات إلى رفع قضايا في المحاكم، ومن أبرز تلك القضايا قضية صاحب معرض الفنون الملكية الأمريكية ضد فرانك كايازو بائع توقيعات فريق البيتيلز.
يتعين على المشترين المحتملين للتوقيعات الذين تساورهم الشكوك تجاه شرعية البائع أو المُصادق أن يتحققوا من كلا الطرفين، كما يجب التحقق دائمًا من مصداقية أي بائع يدعي عضويته لأي جمعية. إن رابطة تجار التوقيعات المحترفين (PADA)، و النادي العالمي لجامعي التوقيعات (UACC)، و رابطة المعارض التجارية للتوقيعات (AFTAL) تقوم جميعها بوضع قائمة بالتجار على مواقعها الإلكترونية وهي متاحة للجميع لاستعراضها. لا ينبغي أن تقتصر عملية التحقق من البائعين أو المصادقين على المواقع الإلكترونية الخاصة بهم والتي قد تكون متحيزة. ويعُرف عن بعض البائعين إنشائهم للرابطة الخاصة بهم، أي: «جمعية المخطوطات العالمية» من أجل تحسين سمعتها، ولكن لا توجد أي من هذه الجمعيات في الواقع الفعلي.
إن دار مزادات ماسترو، وهي دار مزادات رياضية كبرى تستخدم مصادقًا مهنيًا محترفًا لتحديد أصالة المواد المعروضة للبيع، قد قام بمقاضاتها أحد البائعين في عام 2006 (بيل دانيلز ضد مزادات ماسترو، مقاطعة بوون، إنديانا، قضية رقم #06D01-0502 -PL- 0060. وقد صرح بيل دانيلز بأنه قام بشراء أكثر من 2000 أوتوجراف موقع من رياضيين من دار مزادات ماسترو وادعى بأن المواصفات الواردة في الكتالوج قد وصفتهم بشكل غير صحيح حيث كانوا جميعًا ملونين قياس 8×10. كما ادعى بيل دانيلز أيضًا أن بعض التوقيعات على الصور قد تكون مزيفة. وقد قدم اثنين من البائعين على أنهما خبراء في التوقيع، ولكن قاضي المحكمة العليا ماثيو سي كينكايد استبعد شهادتهما مصرحًا بأن ستيف كوسكال وريتشارد سيمون ليست «لديهما المهارة الكافية أو المعرفة أو الخبرة في المجال الذي طلب منهما تقديم رأيهما بشأنه». يختلف القانون في كل ولاية عن الأخرى فيما يتعلق بالمؤهلات الضرورية للإدلاء بالشهادة. وقد أدلى السيدان سيمون وكوسكال بشهادتيهما في ولايات حيث تعد شهادتهما مقبولة في المحكمة.

## حالة حقوق الطبع والنشر الخاصة بالتوقيع
انظر حقوق الطبع والنشر

## قائمة المصطلحات
تستخدم الاختصارات التالية في كتالوجات المزادات الخاصة بالتوقيعات الشخصية للمساعدة في وصف نوع الرسالة أو الوثيقة المعروضة للبيع.
- AD: مستند توقيع شخصي (مكتوب بخط يد الشخص المراد أخذ توقيع شخصي منه، لكن دون توقيع)
- ADS: مستند توقيع شخصي موقع (مكتوب وموقع من قبل الشخص نفسه)
- AL: خطاب توقيع شخصي (مكتوب بخط يد الشخص المراد أخذ توقيع شخصي منه، لكن دون توقيع)
- ALS: خطاب توقيع شخصي موقع (مكتوب وموقع من قبل الشخص نفسه)
- AMs: مخطوط توقيع شخصي أصلي (مكتوب بخط اليد؛ مثل مسودة لمسرحية، أو ورقة بحثية، أو نوتة موسيقية)
- AMsS: مخطوط توقيع شخصي أصلي موقع (مكتوب وموقع من قبل الشخص نفسه)
- AMusQs: توقيع شخصي اقتباس موسيقي موقع (مكتوب وموقع من قبل الشخص نفسه)
- AN: توقيع شخصي الملاحظة (دون استهلال أو ختام، وهو عادة أقصر من الخطاب)
- ANS: توقيع شخصي ملاحظة موقع (مكتوب وموقع من قبل الشخص نفسه)
- AQS: توقيع شخصي اقتباس موقع (مكتوب وموقع من قبل الشخص نفسه؛ بيت من قصيدة شعرية، أو جملة، أو فاصلة موسيقية)
- DS: مستند موقع (مطبوع، وعلى الرغم من كتابته بواسطة شخص آخر، يتم توقيعه من قبل الشخص المراد الحصول على توقيع شخصي منه)
- LS: خطاب موقع (كُتب بواسطة شخص آخر، ولكن تم توقيعه من قبل الشخص المراد الحصول على توقيع شخصي منه، وكانت تتم كتابته عادة بخط اليد عن طريق السكرتارية قبل ظهور الآلة الكاتبة)
- PS: التوقيع على صورة أو بطاقة بريدية
- SP: صورة موقعة
- TLS: التوقيع على خطاب مكتوب
- TNS: التوقيع على ملاحظة مكتوبة
- مطوية: ورقة من ورق الطباعة طويت مرة واحدة لعمل ورقتين، مقاس ربع فرخ مزدوج أو أكبر.
- قطع الثُمن (8vo): ورقة لمخطوط حوالي 6×9 بوصة (يتحدد بشكل عام عن طريق طي ورقة من ورق الطباعة لتكوين ثماني ورقات).
- قطع الربع (4to): ورقة لمخطوط حوالي 9.5×12 بوصة. (يتحدد بشكل عام عن طريق طي ورقة من ورق الطباعة مرتين لتكوين أربع ورقات).